# Mahishi, Tirthahalli
Mahishi là một làng thuộc tehsil Tirthahalli, huyện Shimoga, bang Karnataka, Ấn Độ.